# Mammillaria brandegeei
Mammillaria brandegeei (укр. Мамілярія Брандегі) — сукулентна рослина з роду мамілярія родини кактусових.

## Етимологія

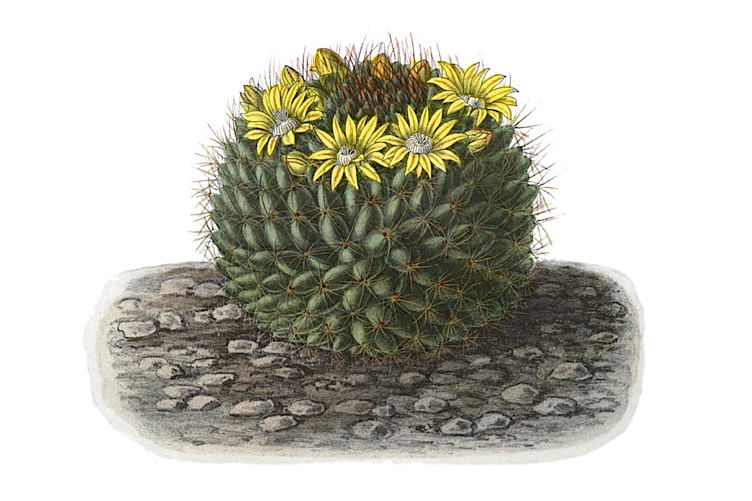
Ілюстрація Mammillaria brandegeei у книзі Карла Шумана & Роберта Гюрке «Blühende Kakteen (Iconographia cactacearum) im Auftrage der Deutschen Kakteen-Geselllschaft», 1904 р.

Видова назва носить ім'я Мері Кетрін Бренджі — ботаніка із Сан-Дієго, першої жінки, що взялася за опис кактусів та дружини американського ботаніка Таунсенда Сміта Брандегі. На честь цього подружжя також названий Echinocereus brandegeei.

## Ареал і екологія
Mammillaria brandegeei є ендемічною рослиною Мексики. Ареал розташований на півострові Каліфорнія. Росте на висоті до 200 м над рівнем моря серед каменів і серед іншої рослинності.

## Морфологічний опис
Рослина одиночна або групується.
| Орган              | Опис |
| Стебло             | здавлено-кулясте до коротко-циліндричного, в діаметрі до 20 см і більше (в першоописі — 9 см в діаметрі).    |
| Епідерміс          | темно-зелений.                                                                                               |
| Маміли             | тверді, квадратні в основі, вище конічні, з молочним соком.                                                  |
| Ареоли             | |
| Аксили             | вкриті пухом.                                                                                                |
| Центральні колючки | 1-4, червонувато-коричневі, з темнішими кінцями, прямі, міцні, завдовжки 10-12 мм.                           |
| Радіальні колючки  | 9-16, від білуватих до жовтувато-коричневих, з темними кінцями, голчасті, жорсткі, прямі, завдовжки 7-10 мм. |
| Квіти              | зеленувато-жовті, коричнево-жовті до жовтих, завдовжки 15-20 мм.                                             |
| Плоди              | повільно дозрівають, блідо-рожеві.                                                                           |
| Насіння            | коричневе.                                                                                                   |

## Охоронні заходи
Mammillaria brandegeei входить до Червоного списку Міжнародного союзу охорони природи видів, з найменшим ризиком (LC).
Чисельність популяцій стабільна. Мешкає на природоохоронних територіях Ель-Вальє і Валлє де-лос Сіріос.
Охороняється Конвенцією про міжнародну торгівлю видами дикої фауни і флори, що перебувають під загрозою зникнення (CITES).

## Підвиди
Визнано 4 підвиди Mammillaria brandegeei.

### Mammillaria brandegeei subsp. brandegeei
| Орган              | Опис |
| Стебло             | від шаровидно-циліндричного до циліндричного, хоча циліндричною рослина стає швидше за все через брак світла. |
| аксили             | голі. |
| Центральні колючки | від 2 до 4, червонувато-коричневі з темно-коричневими кінцями, до 20 мм завдовжки, довші і потужніші ніж радіальні колючки. |
| Радіальні колючки  | від 7 до 10, завдовжки від 7 до 10 мм, білуваті до жовтувато-коричневих, з темнішими кінцями. |
| Квіти              | зеленувато-жовті або коричнево-жовті, з червоними центральними прожилками на внутрішніх пелюстках і виступаючі коричневі центральні прожилки на зовнішніх пелюстках, до 8 мм завдовжки. |
| Плоди              | від рожевих до червонуватих. |
| Насіння            | коричневе. |
| Ареал зростання    | Мексика, Баха-Каліфорнія — мешкає в низинах, від майже рівня моря до висоти 200 метрів, більш точне місце проживання — поблизу Сан-Хорге, поблизу від Тихоокеанського узбережжя півострова, неподалік від Ла-Поца-Гранде і широко поширена в Місьйон-Сан-Фернандо. Зростає серед каменів, а так само серед іншої рослинності, часто біля основи великих рослин. |

### Mammillaria brandegeei subsp. gabbii
| Орган              | Опис |
| Стебло             | - менше ніж у типового підвиду, від 5 до 10 см, має тенденцію зростати зануреним в землю більшою частиною стебла.                                                                                |
| Центральні колючки | менше ніж у типової рослини, 1-2 (в першоописі — тільки 1). |
| Радіальні колючки  | більше ніж у основного типу, від 11 до 15 (в першоописі — приблизно 13). |
| Квіти              | жовтуваті. |
| Ареал зростання    | найпівнічніше розповсюдження в Баха-Каліфорнія, широко поширена в Сан-Ігнасіо і на півночі Ель-Соккоро, зокрема в прилеглому Ель-Акро і на заході Сан-Францискіто, зростає на висоті рівня моря. |

### Mammillaria brandegeei subsp. glareosa
| Орган              | Опис |
| Стебло             | у дико-зростаючих рослин трохи більше 1 см заввишки і в діаметрі, верхівка плоска, в культурі може виростати до 8-10 см заввишки і в діаметрі. |
| Коріння            | велике і бульбове. |
| Аксили             | голі. |
| Маміли             | чітко чотирьохкутні. |
| Центральні колючки | 1, завдовжки 6 мм, коричневі. |
| Радіальні колючки  | приблизно 9 або 10, до 6 мм завдовжки, верхні 2 або 3 тонкі і білуваті, нижні більш товсті і коричневі. |
| Квіти              | завдовжки 12 мм, блідо-зеленувато-жовті з червонувато-коричневими центральними прожилками на зовнішніх пелюстках. |
| Плоди              | світло-рожеві, нижче білі. |
| Насіння            | червонувато-коричневе. |
| Ареал зростання    | Мексика, Баха-Каліфорнія — на висоті рівня моря і нижче, на південному заході Пунта-Прієта, в Пунта-Бланка і неподалік від Санта-Розалілліта-Бей, глибоко посаджені в наносних низинах і на низьких скелястих пагорбах, неподалік від морського узбережжя, близько Пунта-Марія, на північ від Розаріто, Бока-Марон. Зростає на скелястих кручах, в тріщинах серед наносного гравію, утримуючись густими і м'ясистим корінням. |

### Mammillaria brandegeei subsp. lewisiana
| Орган              | Опис |
| Стебло             | здавлене-кулясте, до 7 см заввишки, в діаметрі 11 см. Рослина набагато менше розміром ніж типовий вид і в дикому вигляді і в культурі.                                                                                            |
| Коріння            | густе. |
| аксили             | з коротким пучком білої шерсті. |
| Центральні колючки | 1-3, найвищі до 20 мм завдовжки, вигнуті вгору, нижні 8 мм, всі фіолетово-чорні, колючки згинаються і скручуються над верхньою частиною рослини у вигляді корони.                                                                 |
| Радіальні колючки  | від 10 до 13, завдовжки від 6 до 10 мм, світло-сірі з коричневими кінцями. |
| Квіти              | 2 см завдовжки, в діаметрі 1 см, зеленувато-жовті. |
| Плоди              | від білих до рожевих. |
| Насіння            | коричневе. |
| Ареал зростання    | Мексика, Баха-Каліфорнія — на висоті 100—150 метрів над рівнем моря. Ареал дуже обмежений, невеликий ряд гранітних височин в семи милях на південному заході ранчо Мецквітал і на півночі пустелі Візкаїно, на висоті рівня моря. |

## Утримання в культурі
Mammillaria brandegeei і всі її різновиди в культурі не являють для колекціонерів особливих складнощів. Рослини ростуть досить повільно.